# Brussa (vattendrag i Belarus)
Brussa (ryska: Брусса) är ett vattendrag i Belarus.   Det ligger i voblasten Minsks voblast, i den centrala delen av landet, 110 km sydväst om huvudstaden Minsk.
Trakten runt Brussa består till största delen av jordbruksmark. Runt Brussa är det ganska glesbefolkat, med 39 invånare per kvadratkilometer.